# 木村一信
木村 一信（きむら かずあき、1946年4月24日 - 2015年9月26日）は、日本近代文学研究者。学位は、文学博士（立命館大学・論文博士・2000年）。熊本県立熊本女子大学助教授・立命館大学教授などを経て、立命館大学名誉教授。
福岡市生まれ。関西学院大学文学部日本文学科卒、同大学院文学研究科博士課程単位取得退学。2010年4月にプール学院大学・プール学院大学短期大学部学長に就任。2015年4月からは大阪成蹊短期大学学長。現職のまま、2015年9月26日午後11時34分大阪府の高槻赤十字病院にて、すい臓癌のため逝去。
主として中島敦を研究し、昭和初期の南方における文学について考究した。

## 略歴
- 1946年4月24日　福岡県福岡市生まれ
- 1979年4月　　　熊本県立熊本女子大学助教授
- 1984年3月　　　インドネシア共和国立インドネシア大学 文学部 客員教授
- 1991年4月　　　立命館大学　文学部　教授
- 2000年4月　　　立命館アジア太平洋大学　アジア太平洋学部教授・学生部長
- 2000年　　　　 文学博士（立命館大学）
- 2004年4月　　　立命館大学　文学部　教授
- 2005年4月　　　立命館大学　文学部長[3]
- 2006年5月　　　京都府立堂本印象美術館長　兼務
- 2010年3月　　　立命館大学　名誉教授
- 2010年4月　　　立命館大学　特別招聘教授
- 2010年4月　　　プール学院大学・プール学院大学短期大学部　学長
- 2014年8月　　　プール学院大学名誉教授
- 2015年4月　　　大阪成蹊短期大学　学長
- 2015年9月26日　午後11時34分　逝去

## 著書
- 『倦夜の読書記』武蔵野書房 1984
- 『中島敦論』双文社出版 1986
- 『もうひとつの文学史 「戦争」へのまなざし』増進会出版社 1996
- 『昭和作家の<南洋行>』世界思想社 2004
- 『不安に生きる文学誌 森鷗外から中上健次まで』双文社出版 2008

## 共編著
- 『中島敦』勝又浩共編 双文社出版(昭和作家のクロノトポス) 1992
- 『南方軍政関係史料』編 竜渓書舎 1996
- 『世紀転換期の日本と世界 第5巻 文化の変容と再生』奥村剋三共編 法律文化社 1996
- 『南方徴用作家 戦争と文学』神谷忠孝共編 世界思想社 1996
- 『日本近代文学を学ぶ人のために』上田博、中川成美共編 世界思想社 1997
- 『戦時下の文学  拡大する戦争空間』インパクト出版会(文学史を読みかえる) 2000
- 『二十世紀旗手・太宰治 その恍惚と不安と』山内祥史,笠井秋生,浅野洋共編 和泉書院 2005
- 『<外地〉日本語文学論』神谷忠孝共編 世界思想社 2007

## 関連研究者
- 加地伸行